# 練馬區立開進第一中學校
练马区立開進第一中學校（日语：練馬区立開進第一中学校／ねりまくりつかいしんだいいちちゅうがっこう Nerima Kuritsu Kaishin Daiichi Chuugakkou *），簡稱開一（かいいち），位於东京练马区早宫  ,為日本公立初中。

## 历史
- 1947年
  - 4月1日　-　它开辟为板桥区立開進第一中學校。
  - 8月1日　-　它从练马区板桥区分开，是為练马区立開進第一中學校。
- 1948年5月1日　-　校歌制定
- 1949年6月27日　-　新校舍在当前位置完成。
- 2010年4月1日　-　这是在教育的练马区局的课程研究确定。
- 2017年4月1日　-　迎接开业70周年。

## 俱乐部活动

### 运动俱乐部
- 排球
- 软式网球
- 棒球
- 篮球
- 足球
- 羽毛球
- 乒乓球
- 田径

### 文化俱乐部
- 铜管乐队
- 艺术
- 书法
- 园艺
- 文化研究

## 交通
- 从有乐町线或副都心线冰川台站1号出口有10分钟的步行路程。
- 从有乐町线或副都心线平和台站南口有12分钟的步行路程。

## 突出人

### 毕业生
- 高山钟江（前女排队员）　-　墨西哥奥运会银牌得主

### 教职员工
- 萩原延寿（历史学家）　-　曾任教师